# Charles Everett Graham
Pour les articles homonymes, voir Graham.
Charles Everett Graham, né le 2 novembre 1844 à Kingston et mort le 13 janvier 1921 à Hull, est un médecin et homme politique canadien. Il est maire de Hull à deux reprises, soit de 1878 à 1879 et de 1895 à 1896.

## Biographie
Originaire de Kingston en Ontario, il est le fils de Duncan Graham et d'Anna Maria Everett. Au début de l'année 1845, Charles déménagea à Ottawa avec sa famille. Graham partie étudié la médecine à l'Université McGill à Montréal. Une fois diplômé, il revient travaillé dans la capitale comme assistant d'un médecin d'Ottawa jusqu'en 1866, année où il ouvre son propre cabinet à Hull. Charles épousa Florence Mildred Wright le 16 juin 1868 à Hull et eut deux fils et deux filles. Charles Everett Graham meurt le 13 janvier 1921 à Hull à l'âge de 76 ans.